# Mini Israele

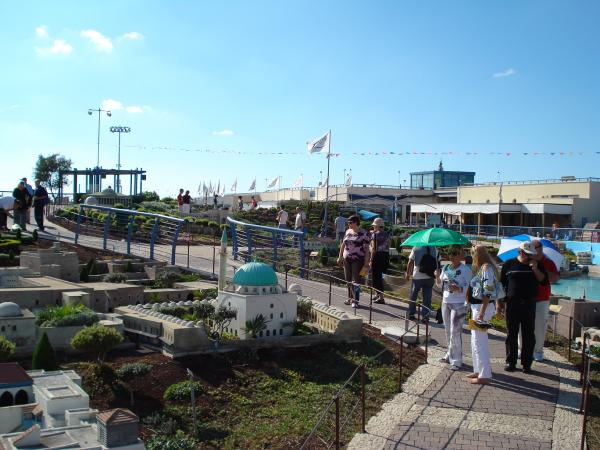

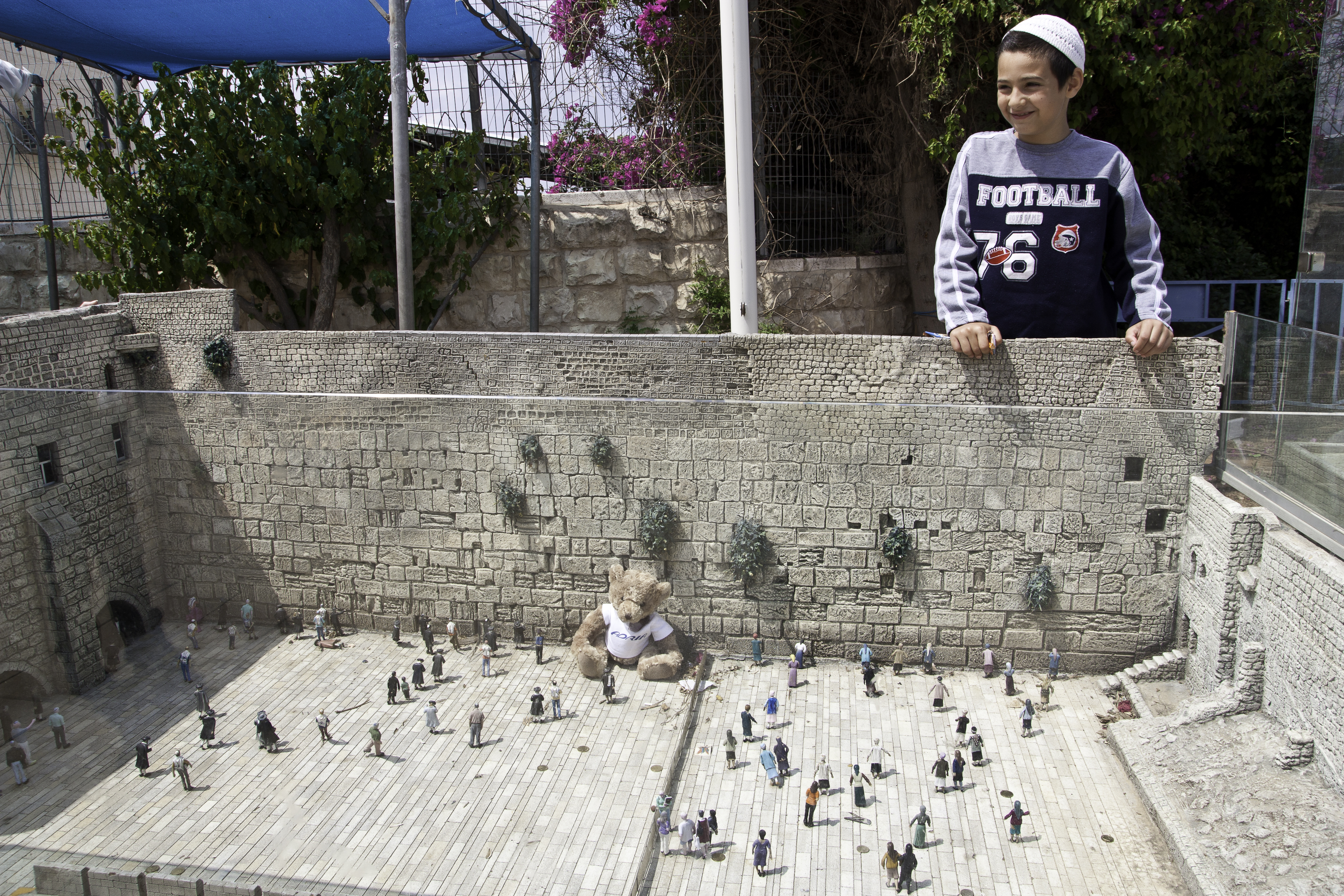

Mini Israele  (in ebraico: מיני ישראל) è un parco in miniatura si trova nei pressi di Latrun, Palestina nella valle Ayalon. Inaugurato nel novembre 2002, il sito contiene repliche in miniatura di centinaia di edifici e monumenti in Israele. L'attrazione turistica è composta da circa 350 modelli in miniatura, la maggior parte delle quali sono su una scala da 1:25.